# Der var engang en gade
Der var engang en gade er en dansk komediefilm fra 1957, instrueret og skrevet af Peer Guldbrandsen.

## Medvirkende
- Peter Malberg
- Lily Broberg
- Ulla Lock
- Ove Sprogøe
- Preben Lerdorff Rye
- Karl Stegger
- Elith Foss
- Else Jarlbak
- Aage Winther-Jørgensen